# علية الجباس
عليه الجباس (8 يوليو 1943  - 29 مايو 2002)، ممثلة مصرية.

## عن حياتها
بدأت حياتها كأول كشافة في بور سعيد كمفتشة جمارك ثم أسست فرقة الجمارك المسرحية لعامي 1984/ 1985، ثم عملت بنادي المسرح مع الفنان فؤاد صالح وهي من مؤسسي فرقه الإقليمي مع نصر الدين الغريب ثم انتقلت إلى القاهرة لأداء مسرحية الدرافيل و بعدها اختارها المخرج أسامة أنور عكاشة لأداء دور السبعاوية في مسلسل ليالي الحلمية ثم اتجهت إلى السينما بعد ذلك كان يوم 29 مايو 2002 هو آخر يوم في حياتها.

## من أعمالها

### أفلام
| - 2001: اللحظات التي اختفت - لحظات حب:2001-زميلة أمينة - كرسي في الكلوب:2001 - اللحظات التي اختفت:2001 - عليه العوض:2000-زكية العامشة العالمة - كونشرتو في درب سعادة:1998-الحماة | - هستيريا:1998-عطيات - امرأة فوق القمة:1997-فتحية - الخطيئة السابعة:1996-خالة جميلة - إشارة مرور:1996-أم هنادي - ضربة جزاء:1995-قشطة المعلمة | - ديسكو ديسكو:1993 - كروانة:1993-سنيه كعب الغزال - 85 جنايات:1993 - يا مهلبية يا:1991 - المزاج:1991 |

### مسلسلات
| - حواري وقصور:2001 - حديث الصباح والمساء:2001-ما شاء الله - إحنا نروح القسم:2001 - أهل الدنيا:2001 - الوهم و الخديعة:2000 - الشهاب:1999 - بدارة:1999 | - افتح قلبك:1999 - أوراق مصرية (ج1):1998-زوجة العمدة - نحن لا نزرع الشوك:1998-زوجة المعلم برعي - سنوات الشقاء والحب:1998 - هوانم جاردن سيتي (ج1، 2):1997، 1998-شهرزاد - حكاية بلا بداية ولا نهاية:1997 - ضد التيار:1997 | - مرفوع مؤقتا من الخدمة:1997-زي بعضها - عوضين وإمبراطورية عين:1997 - اللص الذي أحبه:1997-أحكام - أبو العلا 90: 1996-قوطة - قصة مدينة:1995 - حكايات مجنونة:1995 - سر الأرض:1994 | - أرابيسك: أيام حسن النعماني:1994-نظيرة - سور مجرى العيون:1993 - السوق:1992 - وما زال النيل يجري:1992-فرحة زوجة الشيخ محفوظ - الوسية:1990 - ليالي الحلمية (ج3، 4، 5):1990، 1992، 1995-السبعاوية - ناس وناس (ج1، 2):1989-زوجة كمبورة |

### أخرى
| - جناب الست رضا:1998 - الحلو ما يكملش:1997 - ليله فل:1997 - الدنيا لعبة:1995 | - 727: 1994 - أم العريف:1992 - صباح الخير بالليل:1990 | - الدرب الجديد - الشيخ شيخة - إذا كان ولا بد | - زوجتي مخطوفة - الشحات لما يحلم - عصفور و دبور |

## روابط خارجية
- علية الجباس على موقع الدهليز
- علية الجباس على موقع قاعدة بيانات الأفلام العربية